# Saint-Perdon
Saint-Perdon – miejscowość i gmina we Francji, w regionie Nowa Akwitania, w departamencie Landy.
Według danych na rok 1990 gminę zamieszkiwało 938 osób, a gęstość zaludnienia wynosiła 31 osób/km² (wśród 2290 gmin Akwitanii Saint-Perdon plasuje się na 453. miejscu pod względem liczby ludności, natomiast pod względem powierzchni na miejscu 280.).